# Privat

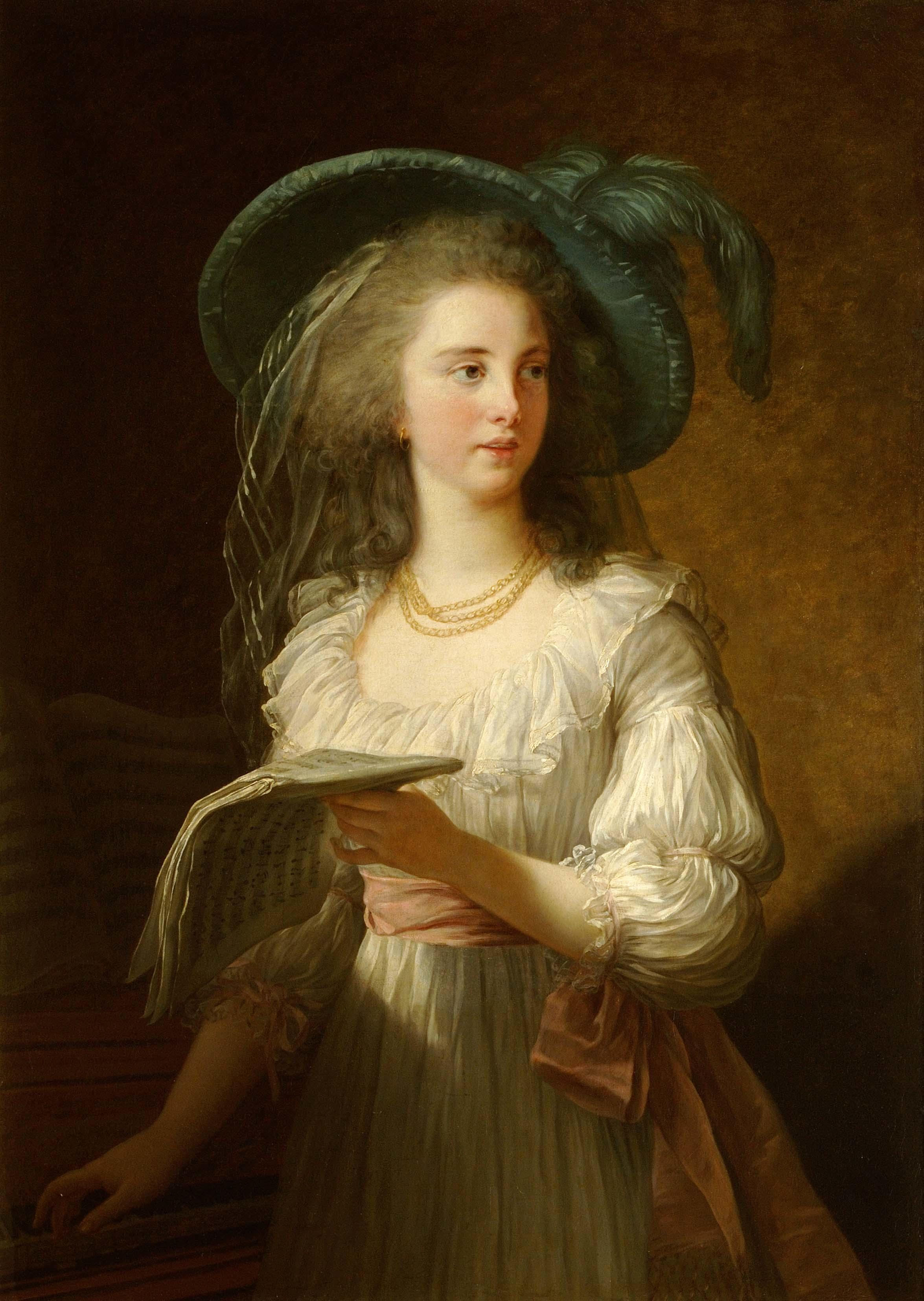
La privada Gabrielle de Polastron, duquesa de Polignac

El privat o favorit és un càrrec històric representat per una persona en qui el rei tenia confiança, i que dirigia bona part dels afers de l'Estat. El seu màxim desenvolupament va ser sota els últims reis dels Habsburg al segle xvii.
Tot i no ser un càrrec amb nomenament oficial, el privat era el càrrec de major confiança del monarca en qüestions terrenals. Per tant, tenien una gran influència sobre les decisions reials i polítiques. En termes espirituals, en canvi, la persona més important era el confessor reial. La funció d'un favorit era la presa de decisions polítiques de màxim nivell car, més que un conseller, era de fet el que prenia les decisions en lloc del rei en un moment en què la monarquia autoritària havia acaparat un poder immens en la seva figura. Si el rei no podia o no volia governar per ell mateix, era imprescindible que tingués un privat o favorit.
Convé evitar l'expressió primer ministre, que en alguna ocasió es va utilitzar a finals del segle xvii per tal de situar el privat per sobre de qualsevol ministre o funcionari, ja que es confon amb el concepte totalment diferent de primer ministre de la monarquia britànica, equivalent al que a Espanya es coneix com a president del consell de ministres, un càrrec propi de la Monarquia Constitucional o Parlamentària que no va existir fins al segle xix.

## Privats dels Habsburg hispànics
- Francisco Gómez de Sandoval-Rojas y de Borja, duc de Lerma
- Gaspar de Guzmán y Pimentel, comte-duc d'Olivares
- Juan Everardo Nithard
- Fernando de Valenzuela y Enciso